# HomePNA
La HomePNA Alliance (ancien nom Home Phoneline Networking Alliance) est une association qui développe et standardise une technologie pour les réseaux domestiques.
La version de certification est HomePNA 3.1 (janvier 2007), développé par Coppergate Communications, qui tient compte de nouvelles applications comme l'IPTV.

## Avantages
Le principal avantage tient à la réutilisation des câblages existants.

## Inconvénients
Peu d'équipements sont disponibles actuellement.